# Glaciar Mushkétov
El glaciar Mushkétov (en ruso: Ледник Мушкетова) se halla a 3782m de altitud en la parte central de la cordillera de Tien Shan, en la provincia de Ysyk-Kol en el este de Kirguistán, 400 km al este de Bishkek, la capital. 

## Descripción
El glaciar se halla en la vertiente norte de la cordillera de Sharidzhaz, en el nacimiento del río Adirtor, afluente del Sharidzhaz. La longitud del glaciar es de 20,5 km y su ancho, de 1 a 1,8 km. Su área cubre 68,7 km². Se alimenta en un enorme circo a una altitud de 4500-5500 m, la primera línea se encuentra a una altitud de 4100 m. La lengua del glaciar termina a una altitud de 3440 m. La parte inferior del glaciar está cubierta de nieve y morrena durante 5 km.
En 1957 se produjo un fuerte movimiento del glaciar: su lengua descendió por el valle a una distancia de 4,5 km. Actualmente el glaciar está retrocediendo.
La temperatura media anual en la zona es de -10 °C. El mes más cálido es agosto, cuando la temperatura promedio es de 2 °C, y el más frío es enero, con -23 °C. La precipitación media anual es de 526 milímetros. El mes más lluvioso es agosto, con un promedio de 96 mm de precipitación, y el más seco es marzo, con 10 mm de precipitación.
El glaciar lleva el nombre del destacado explorador ruso Iván Vasílievich Mushkétov.